# André Barbeau
Pour les articles homonymes, voir Barbeau.
 (mars 2011).
Si vous disposez d'ouvrages ou d'articles de référence ou si vous connaissez des sites web de qualité traitant du thème abordé ici, merci de compléter l'article en donnant les références utiles à sa vérifiabilité et en les liant à la section « Notes et références ».
André Barbeau, né le 27 mai 1931 à Montréal et mort le 9 mars 1986  dans la même ville, est un médecin et neurologue québécois, ayant joué un rôle important dans l'introduction du traitement de la maladie de Parkinson par la L-DOPA et dans l'étude des maladies neurogénétiques dans la province de Québec.

## Biographie
Fils du professeur de neuropsychiatrie Antonio Barbeau, André Barbeau effectue sa scolarité secondaire au Collège Stanislas de Montréal (où il obtient un baccalauréat en arts) et ses études médicales à la faculté de médecine de l'Université de Montréal, puis se spécialise en neurologie à l'Université de Chicago.
À son retour à Montréal en 1961, il rejoint le service de neurologie de l'Hôtel-Dieu et fonde le laboratoire de neurologie de l'Université de Montréal, qu'il dirigera ensuite pendant six ans.
Il est le premier à décrire l'effet bénéfique de la DOPA chez les patients atteints de Parkinson en 1961 et présente ses travaux au congrès international de neurologie, qui se déroule à Rome. Ses découvertes le font connaître sur la scène scientifique internationale. Il envoie ses résultats cliniques à la revue Neurology, qui refuse de publier l'article, à sa grande surprise. L'éditeur de la revue admet quelques années plus tard que l’article du Dr Barbeau avait été refusé parce qu’il était trop avant-gardiste et lui présente ses excuses. Ce sont finalement les docteurs Hornykiewiez et Cotzias qui furent crédités de cette découverte. Un peu plus tard, en 2000, le Prix Nobel de Médecine ou de Physiologie fut attribué à Arvid Carlsson, Paul Greengard et Eric R. Kandel pour leurs découvertes majeures dans ce domaine de la neurotransmission.
Entre 1964 et 1966, ses travaux portent principalement sur la dystrophie musculaire oculo-pharyngée, parfois appelée « maladie de Barbeau » au Canada, maladie qu'il arrive à bien caractériser à l'aide d'études généalogiques, génétiques et cliniques sur une grande cohorte de patients.
En 1967, il devient directeur du Département de neurobiologie de l'Institut de recherches cliniques de Montréal.
Spécialiste des maladies génétiques et héréditaires, Barbeau entreprend, en 1975, une vaste étude coopérative permettant de tracer le portrait biochimique de la maladie de Friedreich. En 1980, il crée la Fondation Parkinson du Québec et conçoit une nouvelle méthode épidémiologique, intégrant l'hérédité et l'environnement, l'« écogénétique ».
André Barbeau est l'auteur de plus de trente ouvrages et de quatre cents articles scientifiques.

## Honneurs et distinctions
- 1979 - Prix Marcel-Piché
- 1980 - Prix Léo-Pariseau
- 1980 - Officier de l'Ordre du Canada
- 1983 - Prix Michel-Sarrazin
- 1984 - Prix de l'œuvre scientifique (AMLFC)
- 1985 - Prix Marie-Victorin( Prix du Québec)
- 1986 - Médaille McLaughlin
- Membre de l'Académie des lettres du Québec